# Alina Azario
Alina Azario est une pianiste classique née à Piatra Neamț en Roumanie.

## Biographie
Née à Piatra Neamt en Roumanie, Alina Azario poursuit ses études musicales à Paris.Il se perfectionne par la suite en Allemagne aux côtés du  pianiste Evgeni Koroliov, à la Hochschule für Musik und Theater de Hambourg. Après avoir obtenu son Diplom (Prix) en 2010 avec les meilleures distinctions, elle poursuit ses études perfectionnement (Konzertexamen), et obtient en 2014 le premier prix. Depuis 2010 et jusqu’à maintenant elle exerce une activité d’enseignement dans la même université.
En janvier 2011 elle enregistre avec Renaud Capuçon et le Berlin Score Orchestra la bande sonore du film Poulet aux prunes réalisé par Marjane Satrapi («Persepolis») et Vincent Paronnaud.
Passionnée par la musique de chambre, Alina Azario  joue avec des musiciens comme Renaud Capuçon,Alexandru Tomescu, Marina Chiche, Pierre Génisson, Adrien Boisseau, Alberto Menchen.
Pendant ses années d’études, elle obtient les bourses octroyées par le Ministère de la Culture en France, la «Leistungstipendium», la Fondation «Oscar und Vera Ritter Stiftung», la Fondation «Alfred Toepfer Stiftung» et entre 2014 et 2016 elle est une des 8 artistes à recevoir la « Bourse artistique » de la fondation « Claussen-Simon-Stiftung ».
En 2014 sort son premier CD solo, dédié à Jean-Philippe Rameau et Claude Debussy, enregistré en partenariat avec la radio NDR et le label A&A Records. Ce disque est élu « Disque de musique classique de l’Année 2014 » en Roumanie par RRM.
Alina Azario est la fondatrice et la directrice artistique du Festival International Clara Haskil qui a lieu pour la première fois en 2014 et qui depuis a lieu tous les ans à Sibiu, en Roumanie.

## Prix et distinctions
Alina Azario est lauréate du 1er prix au Concours International de Piano de Citta di Stresa en Italie, du prix spécial du jury au Concours International pour Piano et Orchestre de Cantù en Italie et du 1er prix au Concours de Piano de Lagny sur Marne en France. En 2011 elle reçoit le prix Hermann & Milena Ebel.